# Cichlasoma ericymba
Cichlasoma ericymba är en fiskart som beskrevs av Hubbs, 1938. Cichlasoma ericymba ingår i släktet Cichlasoma och familjen Cichlidae. Inga underarter finns listade i Catalogue of Life.